# Omar Hinestroza
Omar Hinestroza (Colón, Panamá, 27 de junio de 1994) es un futbolista panameño. Juega como delantero en el Club Deportivo Walter Ferretti de la Primera División de Nicaragua.

## Trayectoria

### Correcaminos de la UAT
Fue prestado a Correcaminos por un año con opción a compra. El contacto se dio por la empresa LDA Sports Management.
Su debut en el equipo mexicano fue el Martes 14 de febrero de 2017 contra Cimarrones de Sonora FC por la COPA MX.

## Clubes
| Club                            | País      | Año             |
| ------------------------------- | --------- | --------------- |
| Colón C-3 F. C.                 | Panamá    | 2013 - 2015     |
| Leones de América               | Panamá    | 2015 - 2016     |
| Correcaminos de la UAT (Cedido) | México    | 2016 - 2018     |
| CD Universitario                | Panamá    | 2018 - 2019     |
| Tauro FC                        | Panamá    | 2019 - 2021     |
| CA Independiente                | Panamá    | 2021 - 2022     |
| CD Árabe Unido                  | Panamá    | 2022 - 2023     |
| CD Universitario                | Panamá    | 2023 - 2024     |
| CD Walter Ferretti              | Nicaragua | 2024 - presente |

## Palmarés

### Títulos nacionales
| Título          | Club     | País   | Año  |
| --------------- | -------- | ------ | ---- |
| Torneo Apertura | Tauro FC | Panamá | 2019 |